# Proteína conjugada

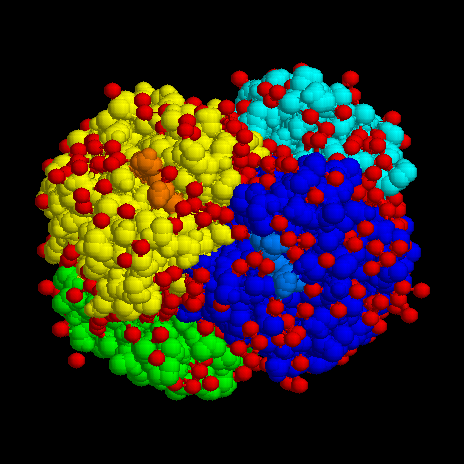
La hemoglobina es un ejemplo de proteína conjugada. Está formada por cuatro subunidades (mostradas en distinto color en esta figura). Cada subunidad tiene unido un grupo hemo, que no es peptídico y que contiene un ion Fe2+.

Las proteínas conjugadas o heteroproteínas están formadas por cadenas de péptidos unidas a otro tipo de compuestos que reciben el nombre de grupo prostético. Si el grupo prostético es un glúcido, la heteroproteína se denomina glucoproteína; si es una sustancia lipídica recibe el nombre de lipoproteína. Según el tipo de compuesto que se une a la proteína, podemos distinguir varios tipos de heteroproteínas. Por ejemplo: 
FosfoproteínasPresentan ácido fosfórico y son de carácter ácido. Muchas  enzimas pueden estar fosforiladas, de manera transitoria, para la regulación de su actividad. Otras proteínas están fosforiladas de manera permanente, como es el caso de las caseínas (alfa, beta y kappa).
GlucoproteínasGlúcido unido covalentemente a la proteína. Desempeñan funciones enzimáticas, hormonales, de coagulación, etc. Destacan las inmunoglobulinas.
LipoproteínasLípido más proteína. Abundan en las membranas mitocondriales, en el suero. Por ejemplo los quilomicrones.
NucleoproteínasÁcido nucleico más proteína. Hay dos tipos, los que presentan ácido ribonucleico (ribosomas) o ADN (cromosomas).
CromoproteínasSe caracterizan porque la fracción no proteica presenta coloración debido a la presencia de metales. Destacan los pigmentos respiratorios (hemoglobina), almacenes de oxígeno (mioglobina), proteínas que intervienen en la transferencia de electrones (citocromos, flavoproteínas), pigmentos visuales (rodopsina, iodopsina). La definición de cromoproteína no hace referencia al compuesto al que está unida la proteína, por lo que una proteína también puede pertenecer a otro grupo de heteroproteína. Es el caso de la hemoglobina, que es una cromoproteína a la vez que una hemoproteína (cada cadena polipeptídica tiene unido un grupo hemo, que da color rojo a la proteína).